# U-Bahnhof Museumsinsel

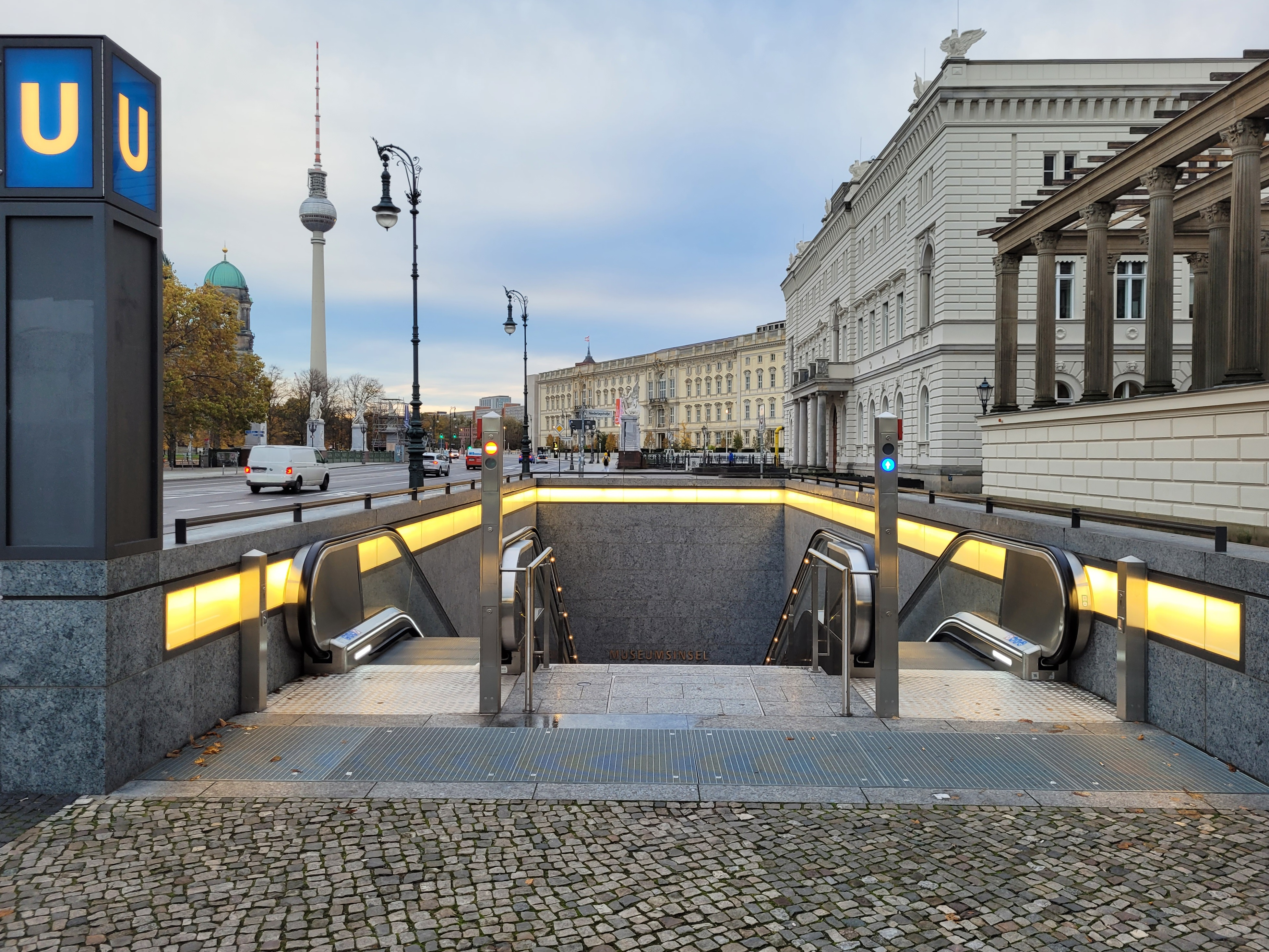
Zugang zum U-Bahnhof vor dem Kronprinzenpalais Unter den Linden

Der U-Bahnhof Museumsinsel ist ein U-Bahnhof im Berliner Ortsteil Mitte. Er ist Teil der Verlängerung der U-Bahn-Linie U5 vom Alexanderplatz zum Brandenburger Tor, mit deren Bau 2010 (erster Spatenstich) begonnen wurde. Der Bahnhof wurde am 9. Juli 2021 in Betrieb genommen, wobei der erste offizielle Halt um 10:09 Uhr einem Sonderzug vorbehalten war. Er ist der 175. U-Bahnhof des Berliner Streckennetzes.

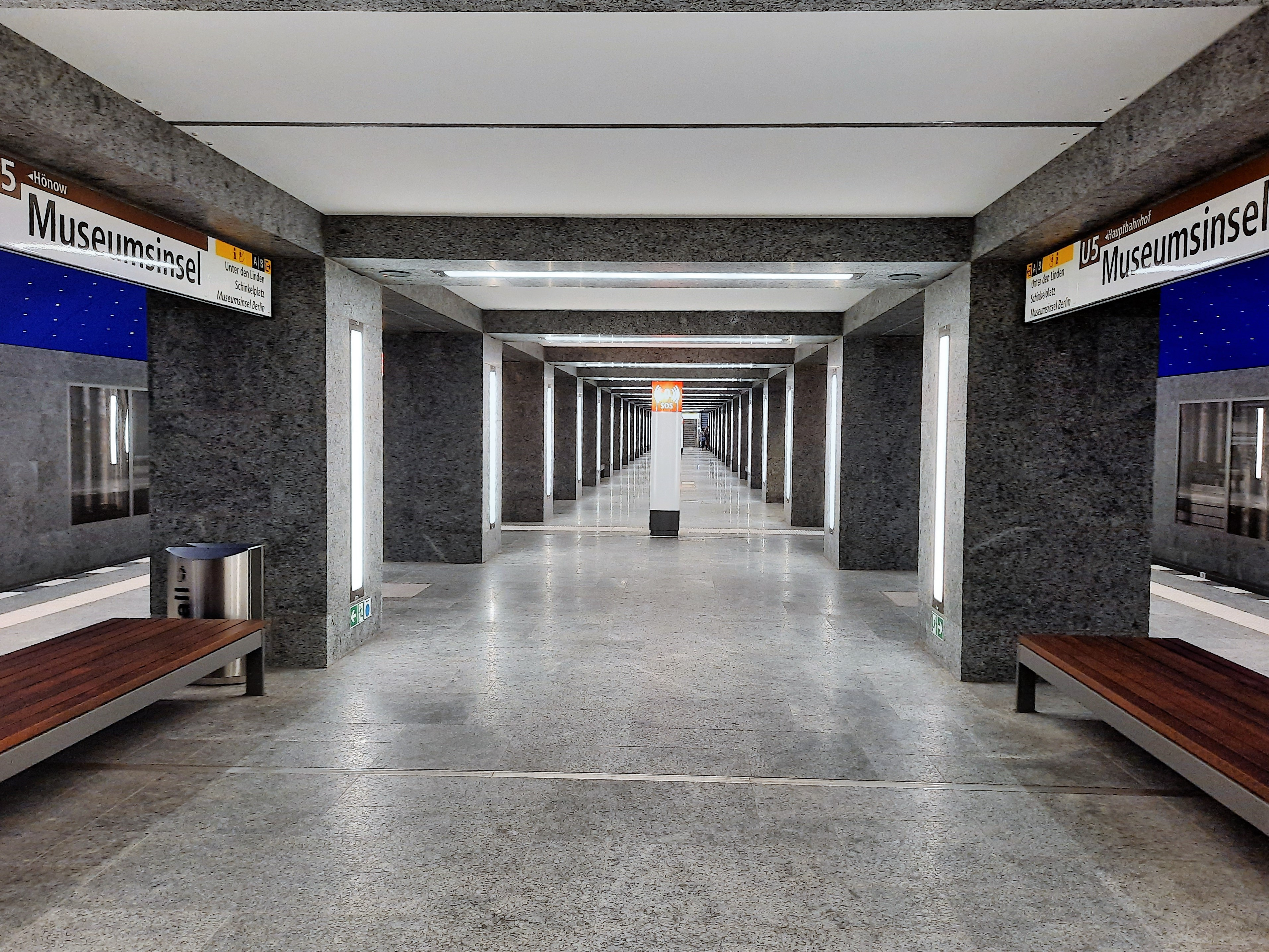
Bahnsteig

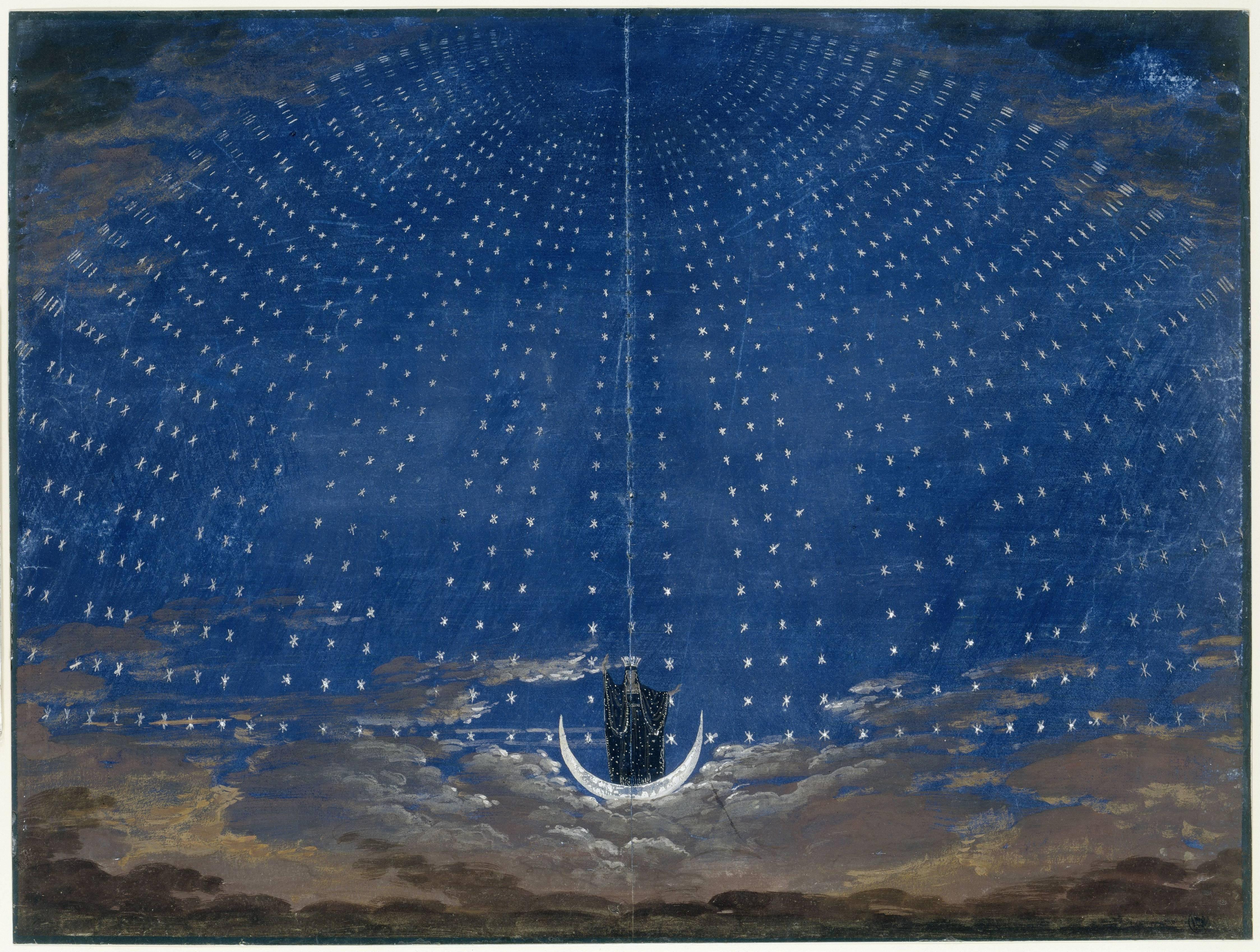
Schinkelsches Sternenhimmel-Bühnenbild aus der Oper Die Zauberflöte

## Planung
Die Station mit Mittelbahnsteig befindet sich am östlichen Ende des Boulevards Unter den Linden, zwischen dem Zeughaus und dem Berliner Schloss. Ein Teil des Bahnhofs befindet sich unmittelbar südlich der Schloßbrücke unter dem Spreekanal. Der Bahnsteig liegt in rund 16 Metern Tiefe unter der Straßenoberkante. Der Planungsname lautete U-Bahnhof Schlossplatz.
An beiden Enden wurden Zugangsbauwerke mit einer Verteilerebene unter der Straßenoberfläche errichtet. Auf der Westseite entstanden Zugänge vor dem Kronprinzenpalais sowie östlich des Zeughauses in Richtung Museumsinsel. An der Ostseite des Bahnhofs wurden zwei Zugänge direkt am Humboldt Forum errichtet. Beide Zugangsbauwerke wurden mit Rolltreppen ausgestattet, der Ostzugang erhielt zusätzlich einen von der Oberfläche bis zum Bahnsteig führenden Aufzug.
Zuerst wurden die beiden Baugruben für die späteren Zugangsbauwerke hergestellt, im Osten in offener Bauweise und im Westen in Deckelbauweise, jeweils im Schutz von Schlitzwänden und einer HDI-Sohle. Da sich die Baugrube Ost zum Teil im Spreekanal befand, musste dieser während der Bauzeit hinter einem zusätzlichen Fangedamm teilweise zugeschüttet werden. Der Stationsbereich wurde erst nach Durchfahrt der Tunnelbohrmaschine und Herstellung der beiden Streckentunnel errichtet. Dies erfolgte, im Gegensatz zu den anderen Bahnhöfen des Neubauabschnitts, ausgehend von den beiden Baugruben im bergmännischen Vortrieb im Schutze einer Bodenvereisung. Das Vereisungsverfahren fand bereits beim Bau des U-Bahnhofs Brandenburger Tor Anwendung.
Der Bahnsteigraum bildet sich aus den Gewölben der beiden teilweise aufzubrechenden Streckentunnel sowie dem von zwei Stützenreihen getragenen Zwischenraum mit flacher Decke. Die Gestaltung von Max Dudler wurde vom berühmten Schinkelschen Bühnenbild zur Oper Die Zauberflöte aus dem Jahr 1816 inspiriert und sieht über den Gleisen als dessen Sternenhimmel ein aquamarinblaues Tonnengewölbe mit 6662 Lichtpunkten vor. Die Wände wurden in Anlehnung an die klassizistische Architektur der umliegenden Gebäude mit hellem Naturstein verkleidet, hierfür kam Granit aus dem Fichtelgebirge zum Einsatz. Die Hintergleiswände wurden mit großformatigen Fotografien von Stefan Müller gestaltet, die die umliegenden Gebäude zeigen.
Am westlichen Ende der Station wurde eine Wehrkammer zum Schutz der Unterfahrung von Spree und Spreekanal errichtet. Alle Anlagen zur betriebstechnischen Ausrüstung, wie Stromversorgung, Fernmeldeanlagen und Klimatechnik wurden im unterirdischen Bahnhofsgebäude installiert.

## Bau

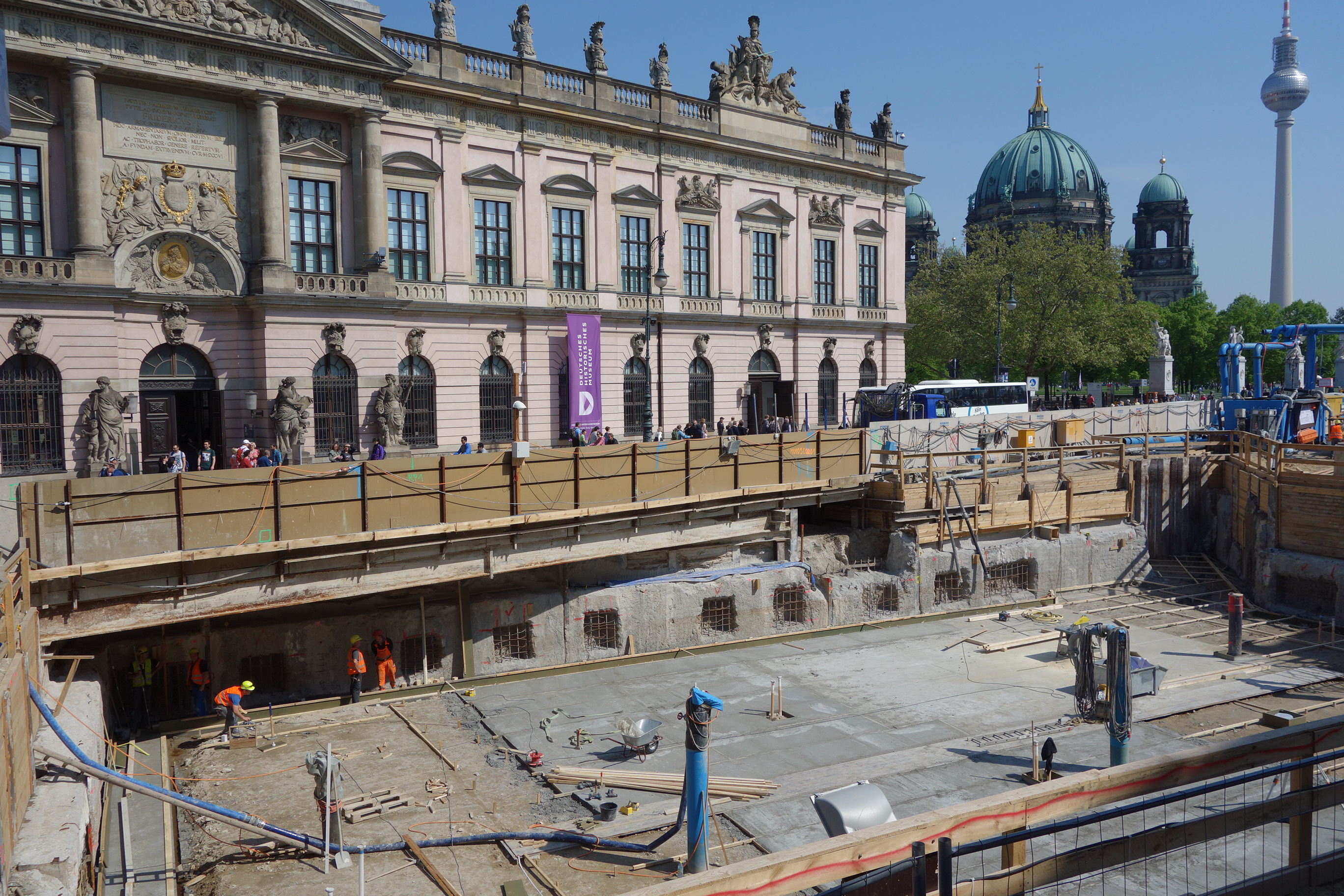
Baustelle des U-Bahnhofs Museumsinsel, westliches Zugangsbauwerk vor dem Zeughaus (April 2014)

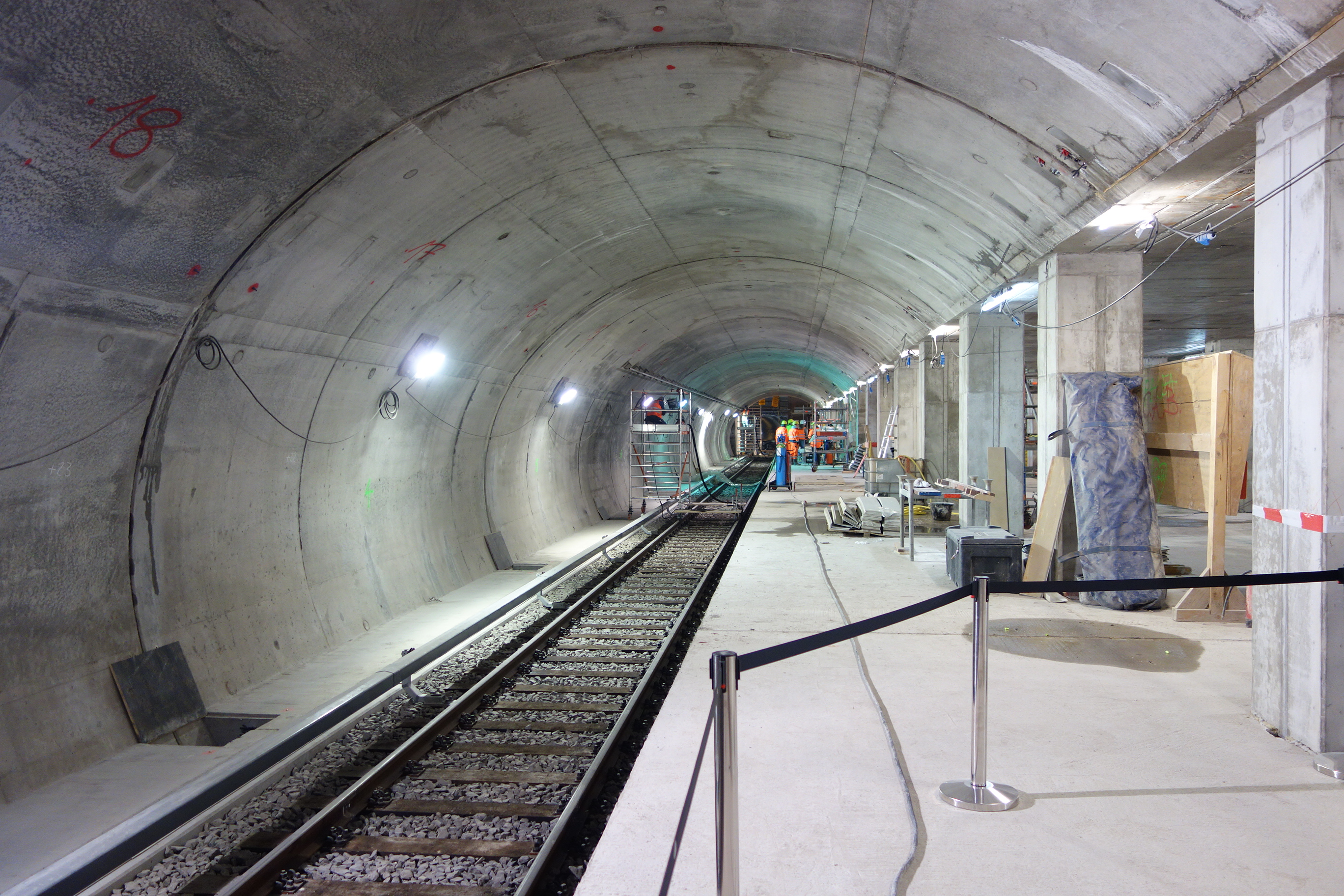
Fertiggestellter Rohbau und durchgebundenes Gleis (Februar 2020)

Von Mitte 2010 bis Ende 2011 erfolgten umfangreiche Leitungsumverlegungen im späteren Baustellenbereich.
Ebenfalls 2011 wurden im Bereich des späteren östlichen Zugangsbauwerks archäologische Grabungen durchgeführt. Hier befanden sich bis 1894 die Häuser der Schlossfreiheit aus dem 17. und 18. Jahrhundert, deren Fundamente und Keller teilweise noch erhalten waren.
Das erste Los für die Herstellung des Rohbaus vergaben die Berliner Verkehrsbetriebe (BVG) Ende Januar 2012. Es umfasst den Startschacht für die Tunnelbohrmaschine, den Tunnel im Bereich des Schildvortriebs, die Bahnhöfe Unter den Linden und Museumsinsel sowie eine Gleiswechselanlage. Das Auftragsvolumen liegt bei rund 190 Millionen Euro. Für den Rohbau des Bahnhofs Museumsinsel werden 65 Millionen Euro veranschlagt.
Der tatsächliche Baubeginn für den Bahnhof war Ende April 2012.
Zur Vereisung unter dem Spreekanal im Bereich des späteren Bahnsteigraums wurden bis Ende November 2017 insgesamt 95 je 105 Meter lange Bohrungen eingebracht. In diese wurden Leitungen für die Kühlflüssigkeit – minus 37 °C kalte Calciumchloridlösung – gelegt. Rund 2000 Messpunkte überwachten den Vereisungsvorgang. Etwa 60 Tage nach Beginn des Vereisungsvorgangs konnte am 8. Mai 2018 der symbolische Ausbruchsbeginn für den künftigen Bahnsteigbereich gefeiert werden. Diese Röhre wurde auf den Namen „Lavinia“ getauft, benannt nach Lavinia Frey, Vorstand Kultur beim Humboldt Forum. Für die Errichtung dieser mittleren Röhre waren drei bis vier Monate veranschlagt. Anschließend wurden die beiden bereits beim Schildvortrieb der Streckentunnel errichteten Tunnel im Bahnhofsbereich vergrößert, hierfür mussten die dort eingebauten Tübbing-Ringe abgebrochen werden. Diese Arbeiten – und damit der gesamte bergmännische Vortrieb – waren im März 2019 abgeschlossen. Mitte Juli 2019 war die neue Innenschale der beiden Tunnelröhren fertiggestellt, sodass der vereiste Boden wieder aufgetaut werden konnte.
Im November 2019 konnte der Rohbau fertiggestellt werden, Anfang 2020 wurden die im Bahnhofsbereich noch unterbrochenen Gleise durchgebunden. Am 10. Februar 2020 wurde Richtfest gefeiert.
Der Baufortschritt am Bahnhof Museumsinsel war für die gesamte Streckenverlängerung bauzeitbestimmend. Aufgrund von Verzögerungen beim Bau des U-Bahnhofs war eine Eröffnung erst nach der Inbetriebnahme der Strecke am 4. Dezember 2020 möglich. Bis dahin haben die Züge die Station ohne Halt durchfahren.
Mit der Inbetriebnahme des Bahnhofs am 9. Juli 2021 war der Lückenschluss vom Alexanderplatz zum Hauptbahnhof abgeschlossen. Es fanden lediglich noch Restarbeiten oberhalb der Erdoberfläche statt, die den Betrieb der Bahn nicht beeinflussten.

## Anbindung
| Linie | Verlauf |
| ----- | --- |
|       | Hauptbahnhof – Bundestag – Brandenburger Tor – Unter den Linden – Museumsinsel – Rotes Rathaus – Alexanderplatz – Schillingstraße – Strausberger Platz – Weberwiese – Frankfurter Tor – Samariterstraße – Frankfurter Allee – Magdalenenstraße – Lichtenberg – Friedrichsfelde – Tierpark – Biesdorf-Süd – Elsterwerdaer Platz – Wuhletal – Kaulsdorf-Nord – Kienberg (Gärten der Welt) – Cottbusser Platz – Hellersdorf – Louis-Lewin-Straße – Hönow |

Der U-Bahnhof Museumsinsel wird von den BVG-Buslinien 100, 300 und N5 bedient.